# Dibba Al Hisn SC
Il Dibba Al-Hisn Sports Club è una società polisportiva con sede nella città di Dibba Al-Hisn, nell'Emirato situato nel nord degli Emirati Arabi Uniti. La squadra milita nella UAE Arabian Gulf League per la stagione 2024-2025.
Il club gioca le sue partite casalinghe al Dibba Al-Hisn Stadium che può ospitare fino ad un massimo di 700 spettatori a sedere al coperto.

## Storia
La prima squadra di calcio ad essere fondata nella città di Dibba Al-Hisn fu l'Al-Fajr nel 1967, a cui fece seguito poco dopo l'Al-Dhafir, fondato durante campo di allenamento in Kuwait. Intorno al 1974, i due club decisero di fondersi decidendo di assumere il nome di  Al Hisn. Nel 1980, la squadra decise di iscriversi ufficialmente al campionato di calcio degli Emirati Arabi Uniti con il nome di Dibba Al Hisn Sports Club. La squadra ha trascorso la quasi interezza della sua esistenza giocando in Prima Divisione, il secondo livello del campionato emiratino. La prima storica promozione nel massimo campionato arrivò nel 2005, il Dibba Al Hisn prese parte alla stagione 2005-2006 terminando all'ultimo posto in classifica, con appena 8 punti collezionati.
Quella stagione è rimasta l'unica volta in cui il club ha sperimentato il massimo livello nazionale, fino alla stagione 2023-2024; quando il club grazie al secondo posto nella Prima Divisione, la squadra si è guadagnata un posto per la stagione 2024-2025 della UAE Arabian Gulf League.

## Organico 2024-2025

### Rosa
Rosa per la stagione 2024-2025.
| N. |                                | Ruolo | Calciatore                                      |
| -- | ------------------------------ | ----- | ----------------------------------------------- |
| 1  | Emirati Arabi Uniti (bandiera) | P     | Abdulla Al-Qamish                               |
| 2  | Emirati Arabi Uniti (bandiera) | D     | Ali Abdulla Ali                                 |
| 3  | Tunisia (bandiera)             | D     | Oussama Haddadi                                 |
| 4  | Emirati Arabi Uniti (bandiera) | D     | Firas Al-Khaseebi (in prestito dal Khor Fakkan) |
| 5  | Emirati Arabi Uniti (bandiera) | C     | Nahyan Saeed                                    |
| 6  | Emirati Arabi Uniti (bandiera) | C     | Falah Waleed                                    |
| 7  | Brasile (bandiera)             | C     | João Vitor                                      |
| 9  | Tunisia (bandiera)             | A     | Haythem Jouini                                  |
| 10 | Brasile (bandiera)             | C     | Danielzinho                                     |
| 11 | Emirati Arabi Uniti (bandiera) | C     | Ahmed Al-Mutawa                                 |
| 14 | Emirati Arabi Uniti (bandiera) | C     | Ismail Al-Zaabi                                 |
| 15 | Emirati Arabi Uniti (bandiera) | D     | Ali Al-Dhanhani                                 |
| 16 | Emirati Arabi Uniti (bandiera) | D     | Yousif Abdulhussain                             |
| 17 | Emirati Arabi Uniti (bandiera) | P     | Suhail Abdulla (in prestito dall'Al Wasl)       |
| 19 | Mozambico (bandiera)           | A     | Witi                                            |
| 20 | Ghana (bandiera)               | C     | Dominic Nsobila                                 |
| 22 | Nigeria (bandiera)             | C     | Ideba Elemiike                                  |
| 23 | Emirati Arabi Uniti (bandiera) | D     | Omar Al-Naqbi                                   |
| 26 | Emirati Arabi Uniti (bandiera) | A     | Salem Saleh                                     |

| N. |                                | Ruolo | Calciatore                        |
| -- | ------------------------------ | ----- | --------------------------------- |
| 29 | Romania (bandiera)             | C     | Alexandru Mățan                   |
| 30 | Emirati Arabi Uniti (bandiera) | C     | Mohammed Khalfan                  |
| 33 | Emirati Arabi Uniti (bandiera) | P     | Adel Fadaaq                       |
| 38 | Marocco (bandiera)             | A     | Mohamed Rarrhour                  |
| 43 | Brasile (bandiera)             | D     | Guilherme Matos                   |
| 44 | Guinea (bandiera)              | C     | Ibrahima Cissé                    |
| 49 | Emirati Arabi Uniti (bandiera) | D     | Abdullah Khamis                   |
| 50 | Emirati Arabi Uniti (bandiera) | D     | Saad Sulaiman                     |
| 52 | Emirati Arabi Uniti (bandiera) | D     | Hussain Abbas                     |
| 66 | Eritrea (bandiera)             | C     | Kamal Taha                        |
| 70 | Montenegro (bandiera)          | C     | Nikša Vujanović                   |
| 73 | Brasile (bandiera)             | D     | Marcos Souza                      |
| 77 | Emirati Arabi Uniti (bandiera) | C     | Walid Amber                       |
| 80 | Emirati Arabi Uniti (bandiera) | A     | Mohammed Al-Seraidi               |
| 84 | Emirati Arabi Uniti (bandiera) | D     | Abdullah Al-Matroushi             |
| 85 | Guinea-Bissau (bandiera)       | A     | Midana Cassamá                    |
| 88 | Emirati Arabi Uniti (bandiera) | D     | Hamdan Al Kamali                  |
| 96 | Emirati Arabi Uniti (bandiera) | P     | Khalifa Al-Mahmoudi               |
| 99 | Brasile (bandiera)             | A     | Luizão (in prestito dall'Al Wasl) |

### Staff tecnico
| Posizione            | Nome                                                      |
| -------------------- | --------------------------------------------------------- |
| Allenatore           | Jaber Al Balooshi                                         |
| Assistenti           | Mohammed Qasim Omar Ali Omar Osama Al Haddadi Saud Rashid |
| Allenatore portieri  | Ghulam Kader Abdullah Ali Al Marzouqi                     |
| Preparatore atletico | Mohammed Abdulhussain                                     |